# Gahanna
Gahanna é uma cidade localizada no estado norte-americano do Ohio, no Condado de Franklin.

## Demografia
Segundo o censo norte-americano de 2000, a sua população era de 32.636 habitantes.
Em 2006, foi estimada uma população de 33.080, um aumento de 444 (1.4%).

## Geografia
De acordo com o United States Census Bureau tem uma área de 32,1 km², dos quais 32,1 km² cobertos por terra e 0,0 km² cobertos por água.

## Localidades na vizinhança
O diagrama seguinte representa as localidades num raio de 12 km ao redor de Gahanna.